# Knjascholuka
Knjascholuka (ukrainisch Княжолука; russisch Княжелука Knjascheluka, polnisch Kniażołuka) ist ein Dorf im Westen der ukrainischen Oblast Iwano-Frankiwsk mit etwa 3000 Einwohnern (2001).
Das erstmals 1515 schriftlich erwähnte Dorf liegt im Osten der historischen Landschaft Galizien am rechten Ufer der Switscha (Свіча), einem 107 km langen, rechten Nebenfluss des Dnister, 8 km nordwestlich vom ehemaligen Rajonzentrum Dolyna und etwa 70 km westlich vom Oblastzentrum Iwano-Frankiwsk.
Im Osten des Gemeindegebietes verläuft die Fernstraße N 10.
Am 12. Juni 2020 wurde das Dorf ein Teil der neu gegründeten Stadtgemeinde Dolyna im Rajon Dolyna, bis dahin bildete es die gleichnamige Landratsgemeinde Knjascholuka (Княжолуцька сільська рада/Knjascholuzka silska rada) im Nordosten des Rajons.
Am 17. Juli 2020 wurde der Ort Teil des Rajons Kalusch.